# Alard Ier de Château-Gontier
 (septembre 2013).
Si vous disposez d'ouvrages ou d'articles de référence ou si vous connaissez des sites web de qualité traitant du thème abordé ici, merci de compléter l'article en donnant les références utiles à sa vérifiabilité et en les liant à la section « Notes et références ».
Alard Ier de Château-Gontier, seigneur de Château-Gontier en Anjou.

## Biographie
Alard Ier est, avec son père Renaud Ier de Château-Gontier et son frère Renaud, témoin ou arbitre entre l'abbé de Saint-Florent et Aubry de Montjean. Mais pour l'abbé Angot, cet acte, qui n'est pas daté, ne saurait l'être de 1042, ni prouver que Renaud Ier vivait encore à cette époque. Alard fut donc dès le début de sa carrière attaché à Foulque Nerra et à Geoffroy Martel[Lequel ?] du temps des comtesses Agnès et Grécia. C'est même uniquement par sa présence aux actes de ces comtes d'Anjou que nous le connaissons.
Mais il est en tête de tous les officiers de la cour de Geoffroy, même avant Robert le Bourguignon, dans les donations aux abbayes de Vendôme, de Saint-Nicolas, du Ronceray et dans les actes de son administration civile, en particulier pour la cession de l'église de Toussaint à l'abbaye de Vendôme, comme lieu de refuge (1049) ; pour la réintégration de Foulques l'Oison dans le comté de Vendôme (1050) ; pour un accord entre le Ronceray et Gislebert, neveu d'Aubry de Chinon ; pour le don de la moitié de la cour de Saint-Remy par le vicomte Raoul à Saint-Serge (1050). Le dernier des actes où il paraisse est celui où Eon de Blaison, qui avait violé les conventions faites au sujet de l'église de Cherré avec les abbés de Saint-Aubin
et de Saint-Lezin, se réconcilie avec les religieux, dans la chambre de Geoffroy Martel (1059 ou 1060). Renaud, son frère et son successeur, ne paraissant comme seigneur de Château-Gontier qu'en 1063, c'est de 1060 à 1063 qu'il faut placer sa mort. On ne lui connaît pas de femme ; ceux qui lui donnent Mathilde, fille de Robert le Bourguignon, n'y sont autorisés par aucun texte contemporain. En tous cas, il n'eut pas d'enfant puisque la seigneurie échut à son frère. Dans les titres où Alard et Renaud paraissent ensemble, Alard est toujours le premier.

## Source
- Abbé Angot, Baronnie de Château-Gontier, 1915 lamayenne.fr